# جوني كيرلاخ
جوني كيرلاخ (بالإنجليزية: Johnny Gerlach)‏ هو لاعب كرة قاعدة أمريكي، ولد في 11 مايو 1917 في شولسبورغ في الولايات المتحدة، وتوفي في 28 أغسطس 1999 في ماديسون في الولايات المتحدة.

## وصلات خارجية
- جوني كيرلاخ على موقعبيزبول رفرنس.كوم (الدوري الرئيسي) (الإنجليزية)
- جوني كيرلاخ على موقع جمعية أبحاث البيسبول الأمريكية (الإنجليزية)